# Heriades filicornis
Heriades filicornis är en biart som beskrevs av Heinrich Friese 1915. Heriades filicornis ingår i släktet väggbin, och familjen buksamlarbin. Inga underarter finns listade i Catalogue of Life.